# Kohnhof
Kohnhof ist ein Gemeindeteil der Gemeinde Polsingen im Landkreis Weißenburg-Gunzenhausen (Mittelfranken, Bayern). Kohnhof liegt in der Gemarkung Döckingen.
Die Einöde liegt etwa vier Kilometer nordöstlich von Polsingen unweit der Gemeindegrenze zu Heidenheim. Eine Straße verbindet den Ort mit der Staatsstraße 2384.
Vor der Gemeindegebietsreform in Bayern in den 1970er Jahren war Kohnhof ein Gemeindeteil von Döckingen. Am 1. Mai 1978 wurden beide Orte in die Gemeinde Polsingen eingegliedert.